# DNA夾

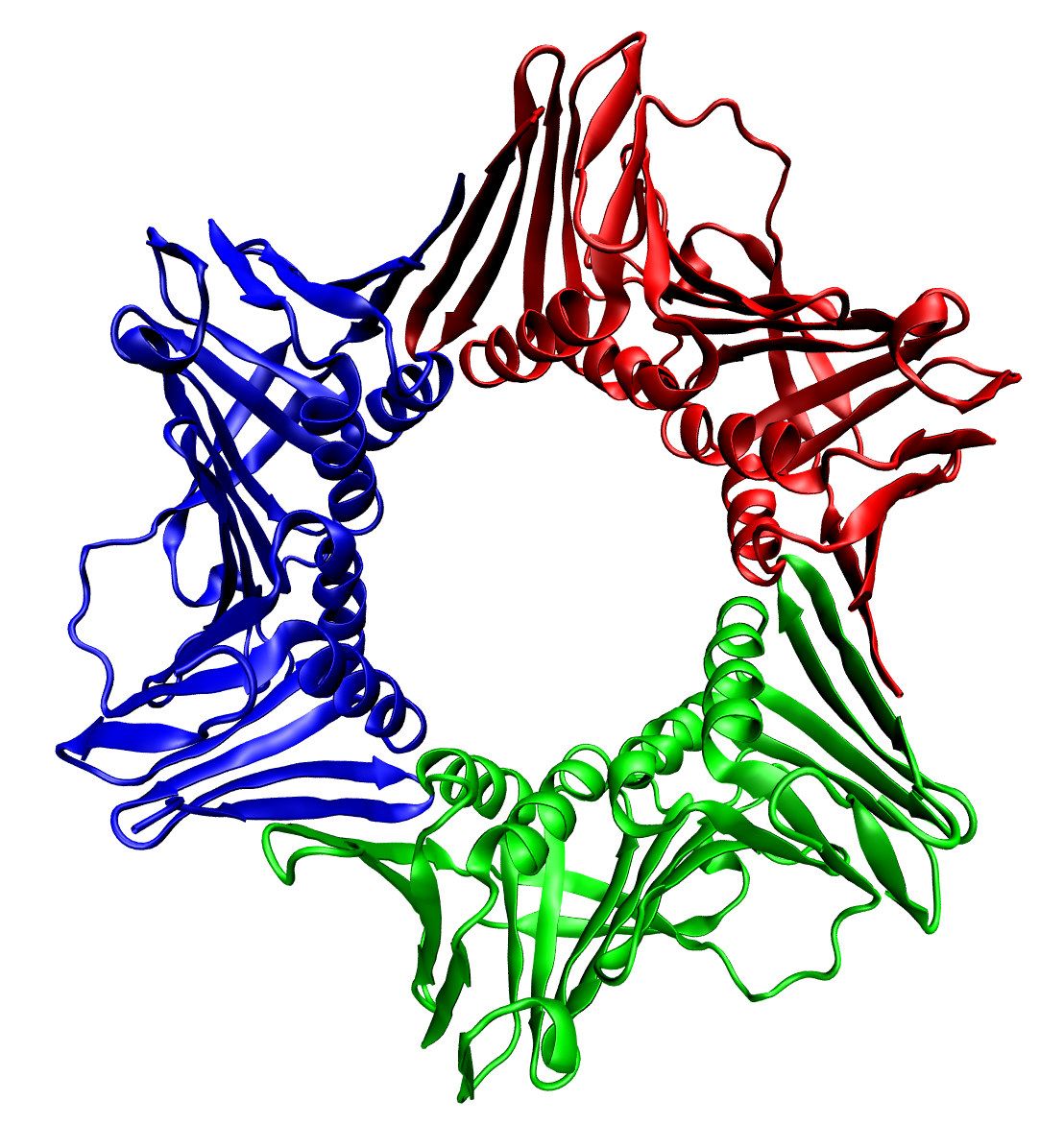
聚集在一起的人類DNA夾，PCNA蛋白質的三聚體。

DNA夾（英語：DNA clamp）又称滑钳（sliding clamp）、滑动钳、滑动压板、滑行夹，是一種蛋白質的三級結構，為DNA複製過程中的持续合成能力-啟動因子（processivity-promoting factor），是DNA聚合酶III全酶的必要組成，可避免DNA聚合酶與DNA模板分離，並提升DNA合成速率。

## 外部連結
- SCOP DNA clamp fold
- CATH box architecture
- 醫學主題詞表（MeSH）：clamp+protein+DnaN,+E+coli